# Druhý pražský vikariát
Druhý pražský vikariát je územní část pražské arcidiecéze, tvoří jej dvacet farností. Okrskovým vikářem je vdp. Mgr. Josef Ptáček. Vikariát se rozléhá převážně v západní části Prahy (Praha 5, Praha 6), ale farnostmi v Hostivici, Třebotově a Ořechu zasahuje i do Středočeského kraje. Vikariát sousedí na severovýchodě se čtvrtým pražským vikariátem, na východě s prvým pražským vikariátem, na jihovýchodě s třetím pražským vikariátem, na jihu s vikariáty jílovským a příbramským, na jihozápadě s vikariátem berounským a na severozápadě s vikariátem kladenským.

## Osoby ustanovené ve vikariátu
Osobami ustanovenými ve vikariátu jsou:
- Mgr. Josef Ptáček – okrskový vikář
- Ing. František Beneš – stavební technik
- Ing. arch. David Dlabal – stavební technik
- Mgr. Štěpán Faber – výpomocný duchovní
- Mgr. Ing. Martin Opatrný – jáhenská služba
- Miroslav Samec  – vikariátní referent Odboru správy pozemků[1]

## Farnosti vikariátu
| Farnost                        | Správce                                                                                   | Další duchovní ve farnosti | Farní kostel                             | Další kostely |
| ------------------------------ | ----------------------------------------------------------------------------------------- | --- | ---------------------------------------- | --- |
| Praha-Hlubočepy                | Mgr. Josef Ptáček farář                                                                   | ThLic. Mgr. Tomáš Mrňávek, PhD. D.S.E.O. Mgr. Jaromír Odrobiňák výpomocní duchovní Jan Šulc jáhenská služba Milan Flodr Bc. Milena Lisá pastorační asistenti Mgr. Radmila Habánová pastorační referentka Ivan Bok ředitel Komunitního centra u kostela Krista Spasitele Praha-Barrandov | Kostel svatého Filipa a Jakuba (Zlíchov) | - Kostel Narození Panny Marie (Malá Chuchle) - Kostel svatého Jana Nepomuckého (Velká Chuchle) - Kostel svatého Vavřince (Jinonice) - Kostel Krista Spasitele Praha-Barrandov |
| Praha-Košíře                   | P. Lohelius Zdeněk Klindera, Th.D, O.Præm. administrátor                                  | | Kostel Nejsvětější Trojice               | - Kostel svatého Jana Nepomuckého |
| Praha-Radotín                  | P. JCLic. Mgr. Bc. Timotej Maria Pavel Vácha O.Praem. farář                               | | Kostel svatého Petra a Pavla             | |
| Praha-Slivenec                 | P. Mgr. et Mgr. IC.Lic. David Kučerka O.Cr. administrátor excurrendo                      | | Kostel Všech svatých                     | |
| Praha-Smíchov (sv. Václav)     | ThMgr. Jerzy Gapski farář                                                                 | P. Mgr. Zachariáš Tomáš Kristek O.Praem. farní vikář Václav Šustr výpomocný duchovní Th.Mgr. Jerzy Gapski rektor filiálního kostela svatého Gabriela | Kostel svatého Václava                   | - Kostel svatého Filipa a Jakuba (Malvazinky) - Kostel svatého Gabriela |
| Praha-Stodůlky                 | Mgr. Jan Kotas, S.L.L. farář                                                              | P. Mgr. Augustin Jiří Zatloukal OFM Mgr. Jakub Žákavec, Ph.D., MBA farní vikáři Mgr. Jaromír Odrobiňák výpomocný duchovní Tomáš Vítek pastorační referent Kristýna Vorrethová pastorační asistentka Mgr. Lucie Fričová ředitelka Komunitního centra svatého Prokopa                     | Kostel svatého Jakuba Staršího           | - Kostel svatého Prokopa |
| Praha-Břevnov                  | P. Jiří Václav Snětina OSB administrátor                                                  | P. Bruno Maria Michal Giacintov OSB P. Dr. Theol. Cyril Tomáš Havel CFSsS farní vikáři | Kostel svaté Markéty                     | - Kostel Panny Marie Vítězné (Bílá hora) |
| Praha-Bubeneč                  | ThLic. Petr Havlík, Ph.D. administrátor                                                   | | Kostel svatého Gotharda                  | |
| Praha-Dejvice                  | RNDr. Matúš Kocian, Ph.D. farář                                                           | PhDr. ThLic. Jaroslav Mrňa, Ph.D. výpomocný duchovní P. Mgr. Michael Jan Špán OSB farní vikář | Kostel svatého Matěje                    | - Kostel svatého Václava - Kostel svatého Vojtěcha - Kostel Nejsvětější Trojice (Sedlec)                                                                                      |
| Praha-Liboc                    | P. Mgr. Jeroným Josef Ertelt, O.Carm. administrátor                                       | P. Mgr. Jan Fatka O.Carm. P. Mgr. Jan Maria Vianney Pavel Hanáček O.Carm. P. Norbert Dominik Smeja O.Carm. farní vikáři | Kostel svatého Fabiána a Šebestiána      | |
| Praha-Nebušice                 | P. PaeDr. JCLic. Mgr. Bartoloměj Marián Čačík, JC.D., O.Praem. administrátor              | | Kostel svatého Cyrila a Metoděje         | - Kostel svatého Jana Nepomuckého (Dejvice) |
| Praha-Střešovice               | P. ThLic. Petr Ivan Božik O.Praem. administrátor                                          | | Kostel svatého Norberta                  | |
| Hostivice                      | P. Mgr. Jakub Jirovec, PhD., OT farář                                                     | Mgr. Štěpán Faber výpomocný duchovní | Kostel svatého Jakuba Staršího           | |
| Ořech                          | ThLic. Mariusz Kuźniar, Th.D. farář                                                       | | Kostel Stětí svatého Jana Křtitele       | - Kostel svatého Petra a Pavla (Řeporyje) - Kostel svatých Jana a Pavla (Krteň)                                                                                               |
| Třebotov                       | P. JCLic. Mgr. Bc. Timotej Maria Pavel Vácha O.Praem. administrátor excurrendo            | | Kostel svatého Martina                   | - Kostel svaté Kateřiny Alexandrijské (Choteč) - Kostel Nanebevzetí Panny Marie (Černošice)                                                                                   |
| Praha-Řepy                     | P. Ing. Mgr. Řehoř Jiří Žáček O.Praem. farář                                              | | Kostel svatého Martina                   | - Kostel Svaté Rodiny |
| Duchovní správa Praha-Smíchov  | ThMgr. Jerzy Gapski statutární zástupce duchovní správy a rektor kostela svatého Gabriela | |                                          | - Kostel svatého Gabriela |
| Duchovní správa Praha-Řepy     | P. Mgr. Benedikt Vojtěch Kolaja OSB rektor                                                | |                                          | |
| Duchovní správa Praha-Dejvice  | P. Mgr. Mag. Christian Martin Pšenička, Dipl. um., O.Praem. rektor                        | P. Mgr. Jindřich Zdík Miroslav Jordánek O.Praem. výpomocný duchovní |                                          | - Kostel svatého Vojtěcha |
| Akademická duchovní správa ČZU | RNDr. Matúš Kocian, Ph.D. rektor                                                          | |                                          | |